# شيرمولي
شيرمولي، (بالإنجليزية: Cheremule)‏، (سردينيا: Cherèmule) هي بلدية في مقاطعة ساساري، في إقليم سردينيا الإيطالي، وتقع على بعد حوالي 150 كم (93 ميل) إلى الشمال من كاجلياري، وحوالي 30 كم (19 ميل) جنوب شرق ساساري.

## السكان
في سنة 1861 بلغ عدد السكان 844 نسمة، وتطور العدد ليصل في سنة 2011 لـ 455 نسمة.
يظهر هذا المخطط البياني تطور النمو السكاني لـ شيرمولي